# Station Hatrize
Station Hatrize is een spoorwegstation in de Franse gemeente Hatrize.